# Adiantum polyphyllum
Adiantum polyphyllum är en kantbräkenväxtart som beskrevs av Carl Ludwig Willdenow. Adiantum polyphyllum ingår i släktet Adiantum och familjen Pteridaceae. Inga underarter finns listade.

## Bildgalleri

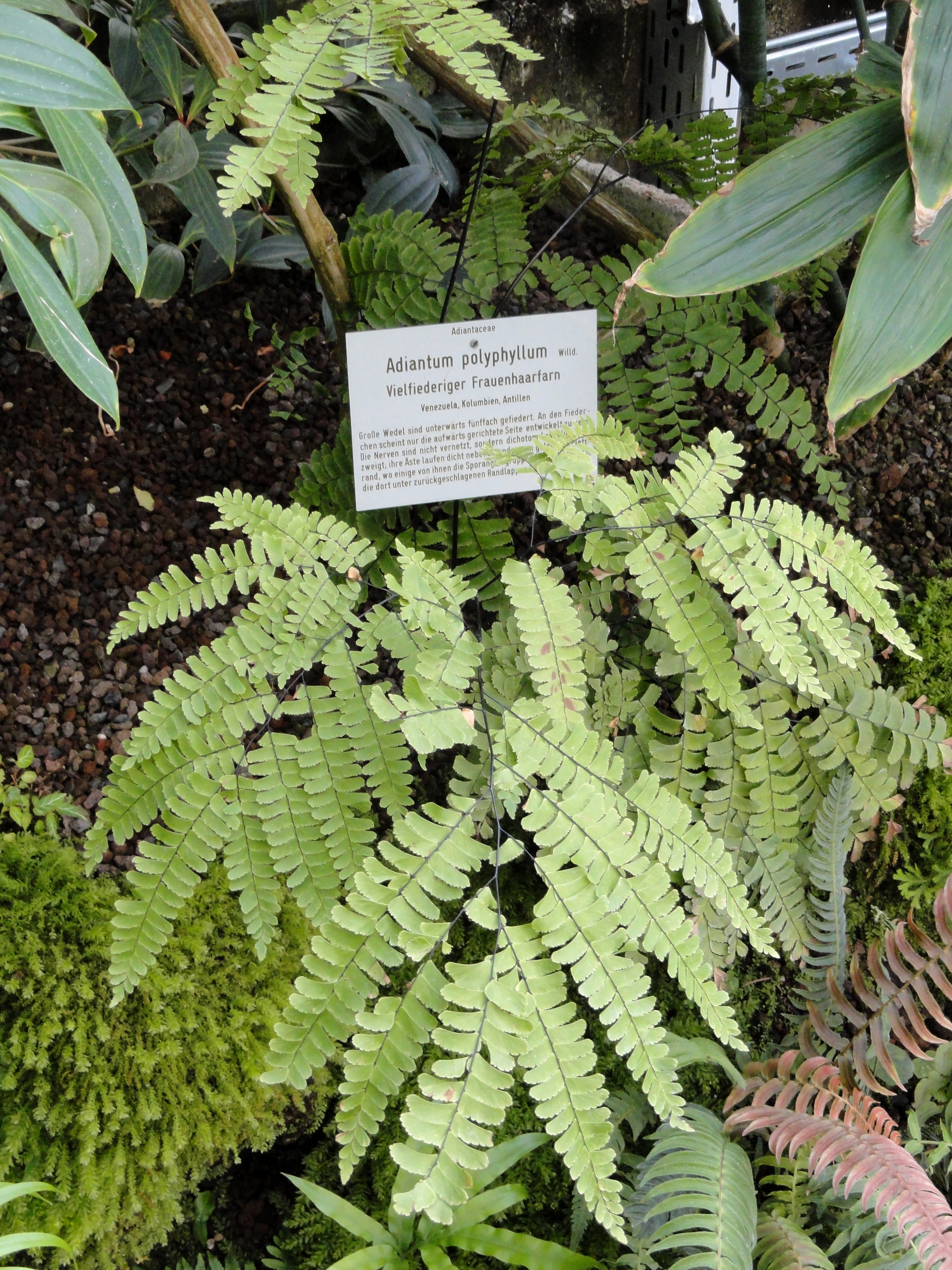
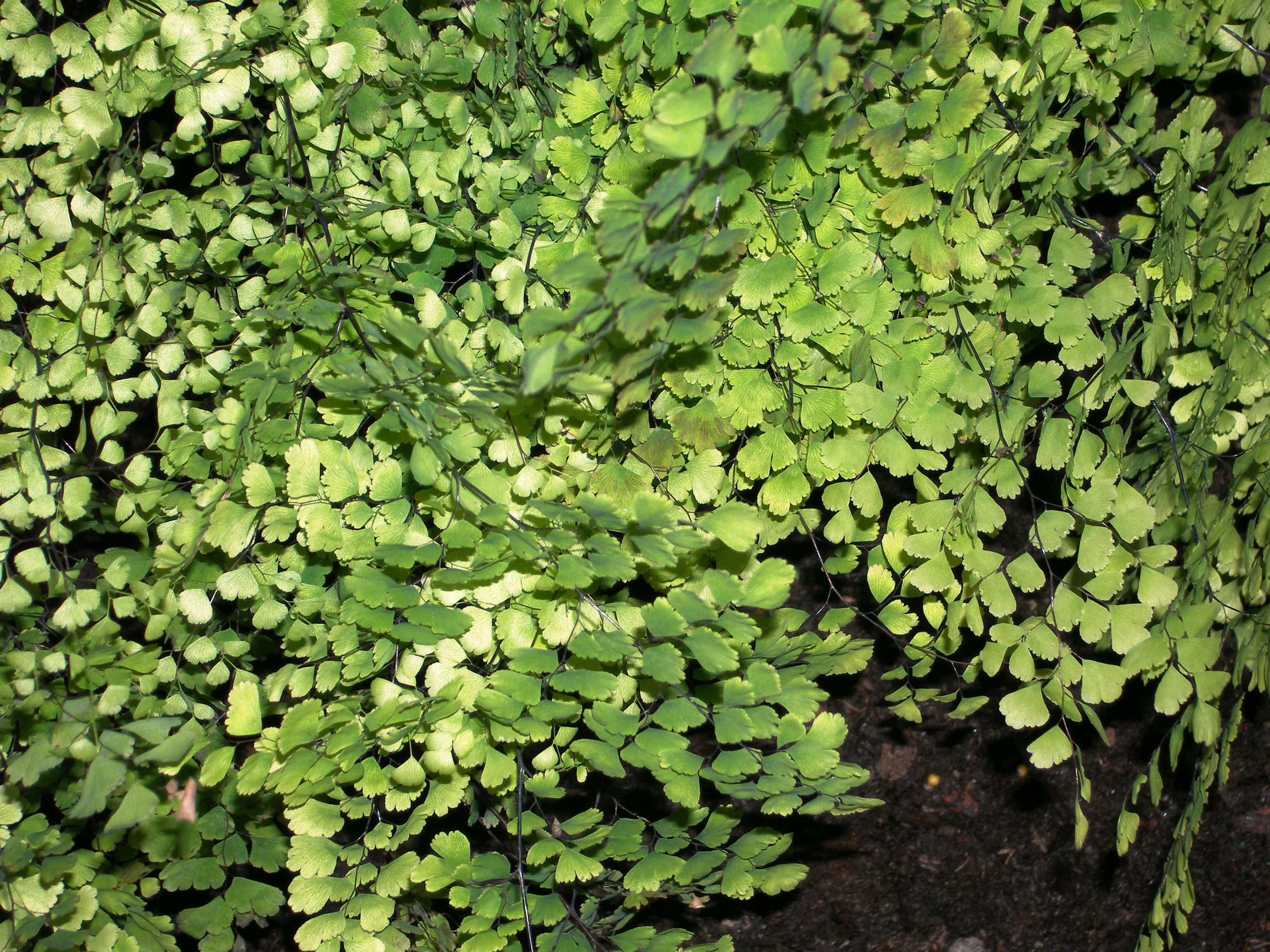